# Заураловка
Заура́ловка (каз. Заураловка) — село в Енбекшильдерском районе Акмолинской области Казахстана. Административный центр Заураловского сельского округа. Код КАТО — 114539100.

## География
Село расположено в юго-западной части района, на расстоянии примерно 31 километров (по прямой) к югу от административного центра района — города Степняк.
Абсолютная высота — 341 метров над уровнем моря.
Климат холодно-умеренный, с хорошей влажностью. Среднегодовая температура воздуха положительная и составляет около +3,1°С. Среднемесячная температура воздуха в июле достигает +19,3°С. Среднемесячная температура января составляет около -15,3°С. Среднегодовое количество осадков составляет около 420 мм. Основная часть осадков выпадает в период с июня по август.
Ближайшие населённые пункты: село Баймырза — на юге, село Когам — на юго-западе, село Макинка — на западе, село Макпал — на северо-западе, село Яблоновка — на востоке.

## Население
В 1989 году население села составляло 930 человек (из них русские — 33 %, украинцы — 27 %, казахи — 21 %).
В 1999 году население села составляло 654 человека (314 мужчин и 340 женщин). По данным переписи 2009 года, в селе проживал 441 человек (212 мужчин и 229 женщин).
| Численность населения | Численность населения | Численность населения |
| 1989                  | 1999                  | 2009                  |
| --------------------- | --------------------- | --------------------- |
| 930                   | ↘654                  | ↘441                  |

## Улицы[6]
- ул. Байтерек
- ул. Болашак
- ул. Сары арка
- ул. Тауелсиздик